# Marlon Brando
Marlon Brando (Omaha, 3 aprile 1924 – Los Angeles, 1º luglio 2004) è stato un attore e attivista statunitense.

Firma di Marlon Brando

È considerato una delle maggiori stelle di Hollywood, oltre che uno degli attori più carismatici e di maggior talento della storia del cinema. Allievo dell'Actors Studio, fu tra i primi interpreti del Metodo Stanislavskij negli Stati Uniti; il suo immedesimarsi nei ruoli rinnovò radicalmente lo stile recitativo statunitense ancora legato alla teatralità dell'epoca, a favore di un approccio psicologico più marcato dei personaggi da interpretare. Anche la sua presenza fisica, atletica e imponente, in forte contrasto col viso angelico, si distinse dalla norma degli attori di quel periodo, proponendo un nuovo sex symbol ad un'America reduce dalla guerra, stanca di stereotipi e alla ricerca di qualcosa di nuovo.
Raggiunse la popolarità nel 1951 interpretando Stanley Kowalski nel film Un tram che si chiama Desiderio (ruolo che aveva già interpretato a Broadway sul finire degli anni quaranta), tratto dall'omonimo dramma di Tennessee Williams. Successivamente scandì gli anni cinquanta interpretando film come Il selvaggio (1953), Fronte del porto (1954), che lo consacrò definitivamente, e Bulli e pupe (1955). Dopo aver diretto e interpretato I due volti della vendetta (1961), sua unica regia, recitò in film di scarso successo, mentre tornò al successo internazionale con tre capolavori degli anni settanta quali Il padrino (1972), Ultimo tango a Parigi (1972) e Apocalypse Now (1979). Nel 1978 interpretò inoltre il ruolo di Jor-El nel film Superman.
Otto volte candidato al Premio Oscar, se lo aggiudicò per Fronte del porto e Il padrino, rifiutandosi però di ritirare la statuetta nella seconda occasione in segno di protesta contro le ingiustizie nei confronti dei nativi americani. I suoi film – visti all'epoca da oltre 800 milioni di spettatori, un primato nella storia del cinema americano – riscuotono ancora oggi grande successo e alcuni sono considerati dei cult.
Il suo stile recitativo è stato fonte d'ispirazione per attori come James Dean, Paul Newman, Al Pacino, Jack Nicholson, Robert De Niro, Dustin Hoffman, Johnny Depp, Robert Duvall e Gene Hackman. È stato anche attivista a sostegno di molte cause, in particolare quella del movimento afroamericano, che lo portò a partecipare attivamente alla marcia su Washington nel 1963.
Deceduto nel 2004 all'età di 80 anni, Brando è uno degli unici tre attori – assieme a Charlie Chaplin e Marilyn Monroe – che nel 1999 la rivista statunitense Time annoverò fra «i 100 personaggi più influenti del secolo» e nella stessa lista fu nominato come l'"attore del secolo". Nel 1998 l'American Film Institute lo inserì al quarto posto tra le più grandi star della storia del cinema statunitense.

## Biografia

### Le origini

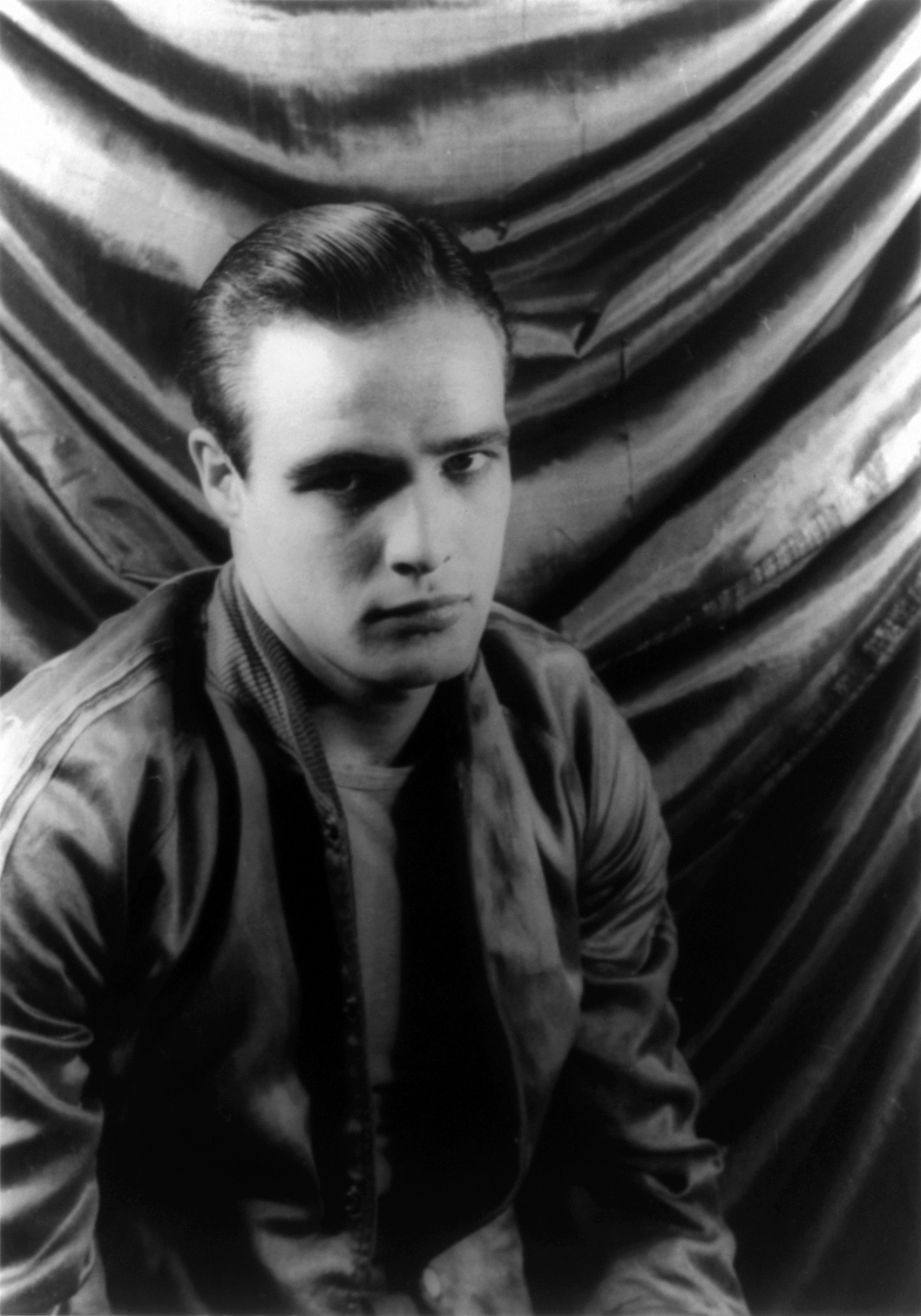
Marlon Brando nel 1948 nella versione teatrale di Un tram che si chiama Desiderio

Marlon Brando Jr. nacque a Omaha, in Nebraska, terzo figlio di Marlon Brando Sr. (1895—1965), un produttore di alimenti, pesticidi e prodotti chimici, e di Dorothy Julia Pennebaker (1897—1954). Per evitare equivoci col nome paterno, fin dall'infanzia fu soprannominato Bud. La sua famiglia aveva origini tedesche, olandesi, inglesi, irlandesi e francesi: Johann Wilhelm Brandau (1679—1747), suo avo paterno, era infatti arrivato a New York agli inizi del 1700, da una piccola cittadina della Germania nel XVIII secolo e il cognome di famiglia fu americanizzato in Brando. Aveva due sorelle, Jocelyn (1919–2005) e Frances (1922–1994).
Brando ebbe un rapporto conflittuale con il padre, causato per sua stessa ammissione, dal fatto che egli frequentava molto spesso bordelli e night club, rimanendo lontano dalla famiglia per lunghi periodi, mentre teneva molto a sua madre, con la quale andò a vivere dopo il divorzio dei genitori, all'età di undici anni, e insieme con le sorelle, nella città di Santa Ana in California. I genitori si riconciliarono nel 1937, risposandosi a Chicago.
Brando studiò alla Libertyville High School, nello Stato dell'Illinois, e poi alla Shattuck Military Academy nel Minnesota, da cui fu espulso. A partire dal 1943, raggiunse le sorelle a New York e qui frequentò la scuola d'arte drammatica The Dramatic Workshop, fondata da Erwin Piscator, dove fu allievo di Stella Adler, definita da Brando stesso come "l'anima della scuola". Tra i suoi compagni di studi vi erano Harry Belafonte, Shelley Winters e Rod Steiger.

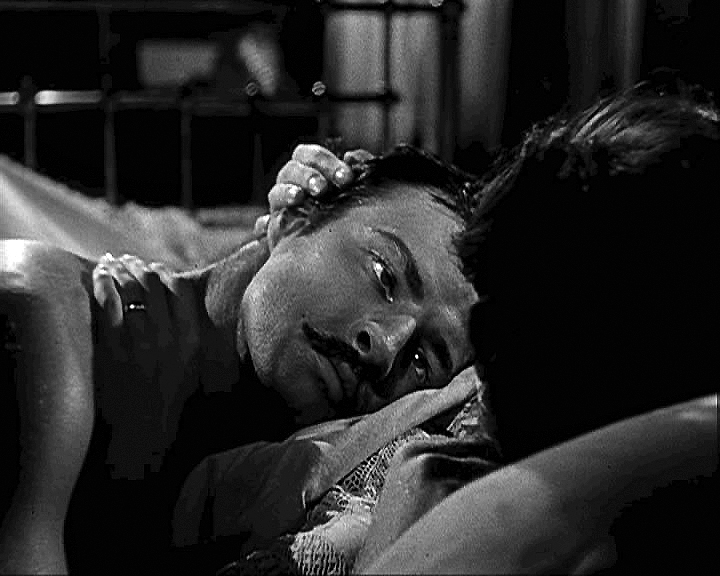
Marlon Brando nel trailer di Viva Zapata! (1952)

Brando apprese da Stella Adler le tecniche del Metodo Stanislavskij. Questa tecnica incoraggiò il futuro attore a esplorare i propri sentimenti, contribuendo a sviluppare il suo carattere sul palcoscenico, in virtù anche di una sorta di riscoperta delle proprie esperienze passate. Un aneddoto riferito dalla Adler racconta che, all'ordine dell'insegnante agli allievi di comportarsi come polli mentre una bomba nucleare stava per schiantarsi, Brando aveva controbattuto "Io sono un pollo, che ne so di bombe?".

### Ribelle
Nel 1944, appena ventenne, fece il suo esordio teatrale a Broadway in I Remember Mama, commedia agrodolce di John William Van Druten. La commedia ebbe un certo successo, quindi nel 1946 apparve a Broadway nel ruolo del giovane eroe nel dramma politico A Flag is Born di Ben Hecht, rifiutandosi di accettare salari al di sopra del normale standard di un attore, a causa del suo impegno per l'indipendenza d'Israele. Terminati i corsi all'Actors Studio di Lee Strasberg, per il giovane attore giunse ben presto il successo teatrale nel 1947, con l'interpretazione di Stanley Kowalski nel dramma Un tram che si chiama Desiderio di Tennessee Williams. La produttrice Irene Mayer Selznick, aveva inizialmente pensato ad altri attori per la parte di Stanley, come John Garfield o Burt Lancaster, ma fu colpita dalla recitazione di Brando in A Flag is Born, decidendo in suo favore.
Brando puntualizzò numerose volte che il solo unico motivo che lo spingeva a recitare era per fare una buona impressione sulla madre, che in passato era stata una celebrità locale dell'Illinois, ed era considerata dal figlio la sua musa. Interpreterà lo stesso ruolo per il grande schermo nel 1951 nel film omonimo diretto da Elia Kazan, in coppia con Vivien Leigh.
L'esordio di Brando come attore cinematografico risale al 1950 in Il mio corpo ti appartiene di Fred Zinnemann, in cui interpretò un reduce paraplegico della seconda guerra mondiale. Per prepararsi al ruolo trascorse un mese a letto in un ospedale. Il film fu un grande successo, consolidatosi anche negli anni a venire. Fu inserito anche nella lista dei migliori dieci film dell'anno.

### Primi ruoli
Dopo il successo della versione teatrale, Brando apparve anche nella versione cinematografica di Un tram che si chiama Desiderio, nel quale interpretò uno dei suoi più iconici ruoli. Il riscontro della critica fu molto positivo nei suoi confronti, venendo etichettato come un altro giovane sex symbol di Hollywood. Gli spettatori furono talmente affascinati dalla sua performance che, anni dopo, Brando dichiarò: "Ancora oggi mi capita di incontrare persone che pensano di me automaticamente come un duro, insensibile, un tizio grosso di nome Stanley Kowalski. Essi non possono farne a meno, ma è preoccupante". Questo ruolo gli fece inoltre guadagnare la sua prima candidatura agli Oscar, riconoscimento che si aggiudicò invece la sua partner Vivien Leigh, premiata con la statuetta come miglior attrice protagonista.

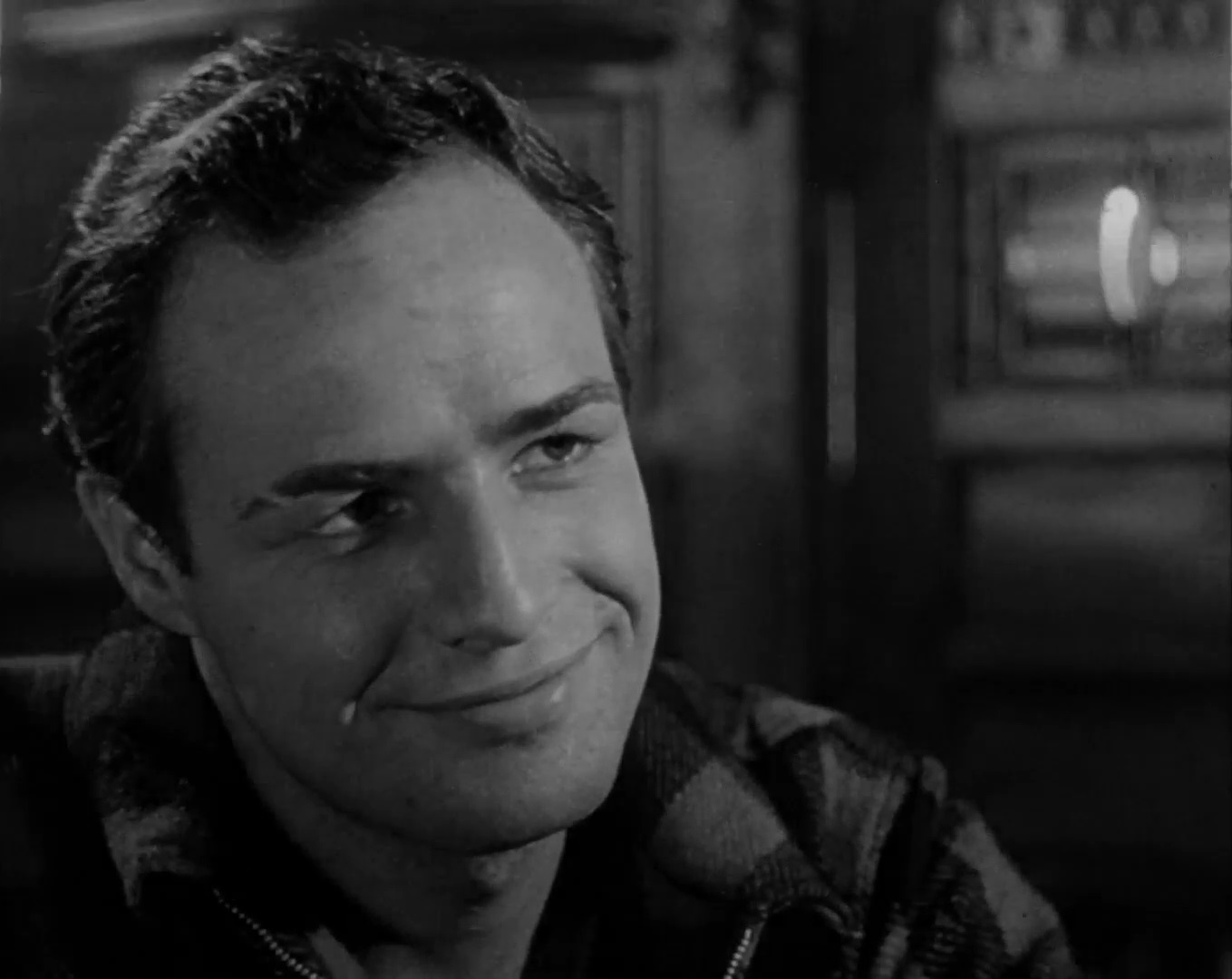
Marlon Brando in Fronte del porto (1954)

Dopo questo grande successo, Brando affrontò il ruolo di Emiliano Zapata in Viva Zapata! (1952), ancora di Elia Kazan, che gli valse il Prix d'interprétation masculine al festival di Cannes come miglior interpretazione maschile, oltre che una seconda candidatura agli Oscar come miglior attore protagonista. In questo film, i suoi partner furono Jean Peters, Anthony Quinn, che si aggiudicò l'Oscar come miglior attore non protagonista, e Joseph Wiseman. L'anno seguente fu la volta del ruolo di Marco Antonio in Giulio Cesare (1953) di Joseph L. Mankiewicz, a fianco dell'amico James Mason, uno dei suoi ruoli più apprezzati a livello teatrale. Anche quest'ultimo gli valse una candidatura agli Oscar, sempre nella categoria miglior attore protagonista, e un BAFTA quale miglior attore internazionale (premio tra l'altro già vinto con il film precedente).
Sempre nel 1953, ottenne il suo primo ruolo di protagonista assoluto, quello di un ribelle appassionato di motociclette ne Il selvaggio (1953), diretto da László Benedek, in cui l'attore apparve guidando una moto Triumph Thunderbird 6T. Le immagini di Brando con indosso un giubbotto di pelle, in sella o in posa sulla motocicletta, sono a tutt'oggi un'icona, tanto che la statua dell'attore presso il museo delle cere londinese Madame Tussauds rappresenta proprio il personaggio de Il selvaggio. Dopo l'uscita del film, le vendite di giacche di pelle e di blue jeans schizzarono alle stelle. Nella sua autobiografia, Brando affermò però che il film non aveva retto allo scorrere del tempo e che appariva ormai datato e artificioso.
Sempre nello stesso anno, dopo un periodo di assenza dal palcoscenico, Brando fu protagonista di un'altra opera teatrale, Arms and the Man di George Bernard Shaw, prodotta e diretta da Lee Falk, il quale si dichiarò orgoglioso che Brando avesse rifiutato un'offerta di 10.000 dollari a settimana a Broadway per recitare invece in un'opera di Falk a Boston, con un contratto inferiore a 500 dollari a settimana. Arms and the Man rimase l'ultima interpretazione teatrale della sua carriera.

#### L'Oscar conFronte del porto

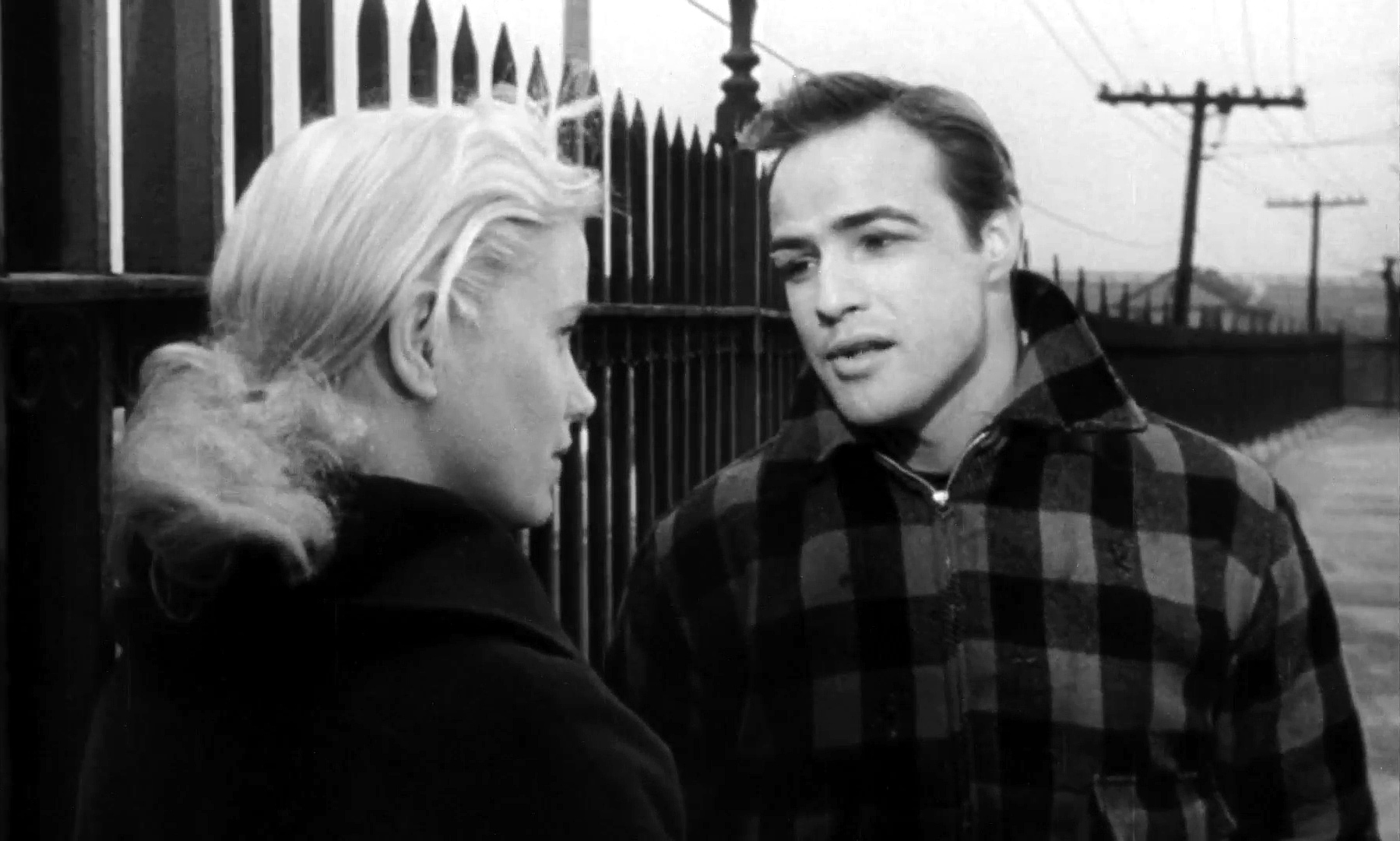
Marlon Brando ed Eva Marie Saint nel trailer di Fronte del porto (1954)

Nel 1954 interpretò la parte di Terry Malloy nel film Fronte del porto. Diretto nuovamente da Elia Kazan e basato sull'omonimo romanzo di Budd Schulberg, il film è incentrato sulla redenzione di Terry Malloy, uno scaricatore di porto ed ex pugile costretto a fronteggiare la malavita locale. Oltre a Brando, gli interpreti principali furono Eva Marie Saint (al suo esordio cinematografico), Karl Malden, Rod Steiger e Lee J. Cobb. Quando inizialmente gli fu offerta la parte, l’attore era quasi propenso a rifiutare, tanto che per il personaggio venne preso seriamente in considerazione Frank Sinatra, ma alla fine Brando, dopo un periodo di riflessione, accettò il ruolo, per il quale ricevette un compenso di $100.000. Grazie a questa interpretazione riuscì ad aggiudicarsi l'Oscar al miglior attore protagonista nel 1955. Tra le molte battute del film rimaste famose, quella che l'American Film Institute ritiene la terza frase più famosa della storia del cinema: 
(Terry Malloy)
Affiancato dall'emergente Rod Steiger nel ruolo di suo fratello Charlie, Brando collaborò con Kazan alla resa di molte sequenze che riguardavano il personaggio di Terry Malloy e il suo carattere, in particolare la scena in cui Charlie tiene in mano una pistola puntata contro suo fratello, dicendo che mai potrebbe premere il grilletto contro di lui. Kazan espresse profonda ammirazione per la comprensione istintiva di Brando, dichiarando: "...quello che è stato straordinario, a mio parere, è il contrasto del carattere da duro e l'estrema delicatezza del suo comportamento. Quale altro attore, quando Charlie maneggia una pistola per costringere Terry a fare qualcosa di vergognoso, avrebbe messo la mano sulla pistola e l'avrebbe spinta via con la dolcezza di una carezza? Chi altro poteva mormorare "Oh, Charley!" con un tono di rimprovero così amorevole e così malinconico da suggerire la profondità terrificante del dolore? [...] Non riesco a immaginare una migliore performance da un attore nella storia del cinema in America".
Fronte del porto ricevette ottime critiche e recensioni e fu un successo anche di incassi, guadagnando circa 4,2 milioni di dollari al botteghino americano. Dopo la vittoria dell'Oscar, la statuetta gli fu rubata, per poi essere ritrovata qualche mese dopo. Brando vinse inoltre il BAFTA come miglior attore internazionale, il Golden Globe, oltre a ottenere molti altri riconoscimenti importanti.

### Anni cinquanta
Durante gli anni cinquanta continuò a mietere successi. Il primo fu Désirée (1954), in cui interpretò Napoleone Bonaparte. Brando non amava molto la sceneggiatura e fu costretto a compiere un grande sforzo per recitare in modo convincente nel ruolo che gli era stato assegnato, per poi giudicarlo in modo negativo, nonostante la sua interpretazione si fosse rivelata un grande successo. La sua co-protagonista Jean Simmons si ritrovò a recitare nuovamente con Brando nel musical Bulli e pupe (1955), nel ruolo che anche Marilyn Monroe aveva cercato di ottenere per avere l'occasione di recitare accanto a Brando, suo grande amico. Bulli e pupe fu inoltre il primo e unico musical interpretato dall'attore, il quale ammise, in un'intervista del 1955 alla trasmissione Person to Person insieme con Edward R. Murrow, di non possedere grandi doti canore, definendo il suono della sua voce "abbastanza terribile". Nel documentario Meet Marlon Brando del 1965, rivelò che i suoi numeri di canto furono il frutto di numerose scene tagliate e riunite in un'unica voce e scena.

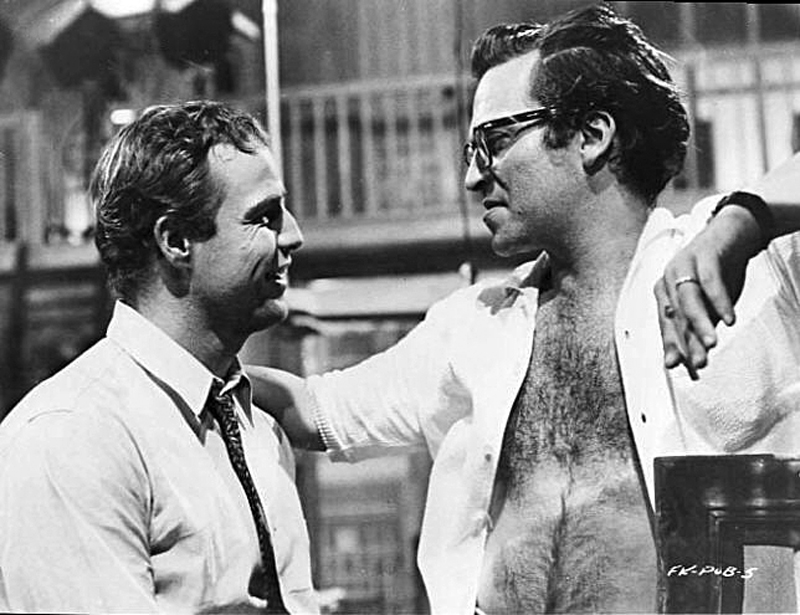
Marlon Brando con Sidney Lumet sul set di Pelle di serpente (1959)

Dopo Bulli e pupe interpretò il ruolo di Sakini, un reduce della guerra giapponese, nel film La casa da tè alla luna d'agosto, accanto a Glenn Ford. Il critico cinematografico Pauline Kael affermò di non essere rimasta particolarmente colpita dal film, ma di aver molto apprezzato l'interpretazione di Brando, il suo modo di parlare con un accento bizzarro, il suo sorriso fanciullesco e i suoi movimenti delicati con le gambe. Il film ottenne sei candidature ai Golden Globe, di cui una anche per Brando nella categoria miglior attore protagonista.
Nel film Sayonara (1957) interpretò un ufficiale dell'aviazione statunitense. Il film fu molto criticato per le sue tematiche incentrate sul matrimonio interrazziale ma si rivelò comunque un grande successo, ottenendo dieci candidature ai Premi Oscar, compresa una candidatura a Brando come miglior attore protagonista. Per il suo successivo ruolo ne I giovani leoni (1958), si tinse i capelli di biondo e cercò di recitare al meglio con un accento tedesco che, per sua stessa ammissione, non fu così convincente. Tratto dall'omonimo romanzo di Irwin Shaw, il film affiancò Brando a due altre stelle del cinema di allora quali Montgomery Clift (suo grande rivale a quei tempi) e Dean Martin.
Il primo decennio di carriera si chiuse con il film Pelle di serpente (1959) diretto da Sidney Lumet. Tratto dall'opera teatrale Orpheus Descending di Tennessee Williams, il film è ambientato in una contea del sud degli Stati Uniti negli anni cinquanta. Al suo fianco c'erano Joanne Woodward e Anna Magnani, la quale riuscì a instaurare un buon rapporto con il suo partner, come raramente accaduto a Brando durante la sua carriera. La coppia Magnani-Brando ottenne unanimi consensi da parte della critica, che compensarono così un incasso non molto soddisfacente. La pièce da cui venne tratto il film è stata riproposta in teatro nel 2010 da Michael Brando, nipote di Marlon.

### Gli anni sessanta

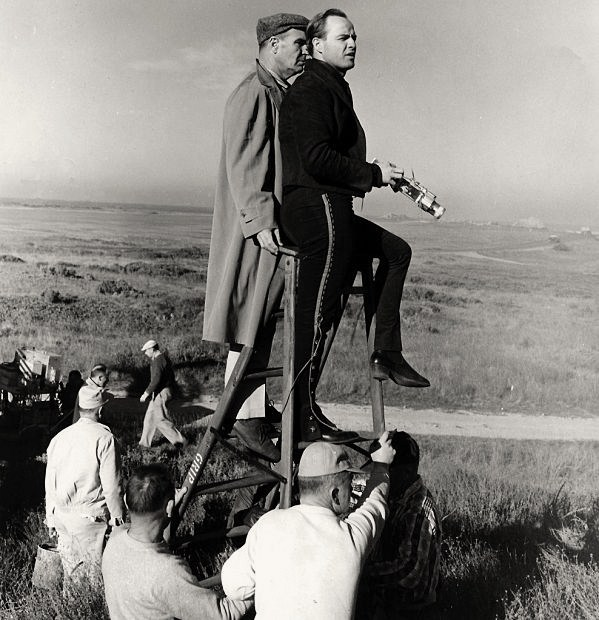
Marlon Brando sul set di I due volti della vendetta (1961)

Nel 1961 si cimentò per la prima e unica volta nella regia con il film I due volti della vendetta. L'attore era il detentore dei diritti del romanzo dal quale il film fu tratto, The Authentic Death of Hendry Jones di Charles Neider e, non essendo soddisfatto né di Stanley Kubrick né di Sam Peckinpah, decise di dirigerlo lui stesso e di interpretare il ruolo di protagonista, un bandito che esplora il selvaggio West in cerca di tesori, affiancato da un altro fuorilegge, Dad, interpretato da Karl Malden, e da sua sorella Katy Jurado. L'originaria versione del regista era di 282 minuti (4 ore e 42 minuti), che furono ridotti a 141 (2 ore e 21 minuti) dalla Paramount Pictures. Malgrado le critiche positive, questo western epico non riscosse il successo sperato e gli incassi non furono soddisfacenti.
Nel film Gli ammutinati del Bounty (1962) recitò nel ruolo del leggendario primo ufficiale Fletcher Christian, a fianco di Trevor Howard, Richard Harris, Hugh Griffith e Richard Haydn. Basato sul romanzo del 1932 Mutiny on the Bounty di Charles Bernard Nordhoff e James Norman Hall, il film narra la storia del vero ammutinamento del Bounty avvenuto nel 1789. Al fine di prepararsi per la scena conclusiva in cui Fletcher Christian trova la morte, Brando giacque per alcuni minuti su blocchi di ghiaccio, per simulare con accurato realismo le scosse e i fremiti provocati dalle profonde ustioni. Accanto a lui recitò anche Tarita Teriipia, che divenne sua moglie nel 1962. Il film ottenne varie candidature ai Premi Oscar, ma non quella a Brando, che ottenne anche altre candidature ai Golden Globe fra cui una anche per Tarita. Ottimi furono inoltre gli incassi e il riscontro della critica. La pellicola tuttavia venne apprezzata in modo contrastante da parte della critica, mentre al botteghino il film ottenne buoni incassi, senza raggiungere gli obiettivi prefissi dalla produzione. A seguito di ciò la Metro-Goldwyn-Mayer, produttrice del film, e in seguito numerosi altri critici e giornalisti dell'epoca accusarono Brando per l'insuccesso del film, a causa del suo controverso comportamento sul set che secondo loro avrebbe influito negativamente sulla realizzazione della pellicola, provocando numerosi stravolgimenti e tagli al progetto originale del film.
Molto note sono le sue iniziative a scopo morale e sociale, che culminarono il 28 agosto 1963, quando insieme con altre 250.000 persone partecipò alla celebre Marcia su Washington per il lavoro e la libertà per i diritti civili, alla quale presenziarono altre celebri star del cinema del tempo come James Garner, Charlton Heston, Burt Lancaster e Sidney Poitier.
Secondo alcuni, l'impegno sociale influì negativamente sulla sua carriera, complici anche i numerosi e clamorosi comportamenti, talvolta attuati in segno di contestazione, come il famoso episodio nel quale rifiutò il premio Oscar per il suo film forse più celebre, Il padrino (1973), per protesta contro i maltrattamenti verso i nativi americani.

### Il declino

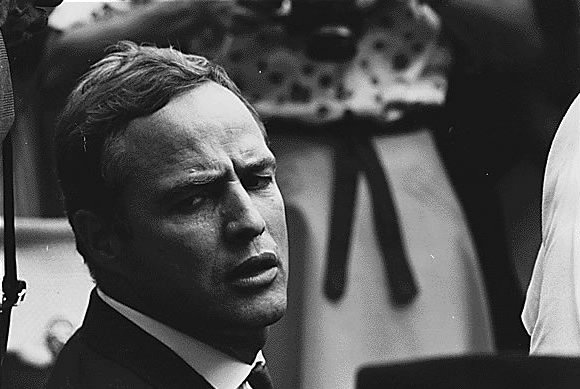
Marlon Brando alla marcia per i diritti civili nel 1963

Dopo gli esigui riscontri ottenuti con Gli ammutinati del Bounty, negli anni sessanta recitò in numerosi film che non ottennero il plauso della critica e che si rivelarono insuccessi al botteghino. Interpretò due film, Missione in Oriente - Il brutto americano (1963), di George Englund e I due seduttori (1964), che furono quasi ignorati dalla critica e dal pubblico, e non andò meglio col successivo I morituri (1965), nel quale interpretò un eroe di guerra accanto a Yul Brynner e Trevor Howard (con cui aveva già lavorato ne Gli ammutinati del Bounty).
Nel 1966 venne scritturato per il film La caccia, in cui interpretò uno sceriffo alla ricerca di un bandito in una città del selvaggio West. La pellicola, in cui venne affiancato da due stelle emergenti del cinema quali Robert Redford e Jane Fonda, doveva rappresentare il rilancio della sua carriera, dato che lo stesso attore si era impegnato molto durante le riprese, ritenendo lo script della pellicola uno dei migliori che avesse mai visto. Il film subì pesanti attacchi per le sue tematiche di denuncia contro la brama di partecipare alla caccia all'uomo, contro la rivoluzione sessuale (mariti che apertamente tradiscono le mogli), contro l'incapacità di divertirsi senza doversi ubriacare, contro il razzismo. Nonostante avesse ricevuto critiche piuttosto favorevoli, gli incassi furono comunque inferiori alle aspettative.
Dopo altri insuccessi commerciali come A sud-ovest di Sonora (1966) e La notte del giorno dopo (1968), il mito di Brando sembrava volgere definitivamente al tramonto. Nel 1967 interpretò la commedia La contessa di Hong Kong, nel quale recitò al fianco di Sophia Loren e venne diretto da Charlie Chaplin. Il film si rivelò un inaspettato flop commerciale e venne accolto male sia dalla critica sia dal pubblico, nonostante fosse uno dei film più attesi di quell'anno per la contemporanea presenza di Brando e la Loren, più Chaplin, dietro la macchina da presa.
Lo stesso anno recitò nel drammatico Riflessi in un occhio d'oro (1967), dove interpretò il ruolo tormentato di un militare, accanto a Elizabeth Taylor, che inizialmente avrebbe dovuto essere affiancata da Montgomery Clift, che però morì prima dell'inizio delle riprese. La pellicola ottenne incassi sfavorevoli, e rappresentò un nuovo insuccesso commerciale per l'attore. L'anno seguente prese parte alla commedia Candy e il suo pazzo mondo (1968), diretta dall'amico Christian Marquand.
Dopo tutti questi insuccessi commerciali, il declino per Brando pareva inarrestabile, quando giunse un pronto riscatto grazie al regista Gillo Pontecorvo, che lo scritturò per il film Queimada (1969), dramma in chiave politica, che volle essere una critica nei confronti di ogni forma di colonialismo, e si avvalse di un cast in cui Brando si distinse per la sua recitazione, malgrado avesse avuto varie divergenze con Pontecorvo sull'interpretazione del ruolo. Brando definirà la sua interpretazione come "una delle migliori della mia carriera". Tuttavia la critica non fu dello stesso avviso, anche se il film verrà rivalutato molti anni dopo.

### La rinascita negli anni settanta
Dopo il flop commerciale de La notte del giorno dopo (1968) e malgrado il momentaneo successo di Queimada, Brando vedeva il proprio mito volgere sempre più al tramonto, tanto che nel 1970 prese in considerazione un possibile ritiro dalle scene. Tuttavia, nel 1971 la sua carriera ebbe una svolta grazie al regista Francis Ford Coppola, il quale lo scritturò per il ruolo di Don Vito Corleone nel film Il padrino, nonostante le opposizioni della Paramount Pictures, casa di produzione del film. Inizialmente riluttante ad accettare il ruolo, l'attore darà invece una caratterizzazione fisica estremamente personale al personaggio. Grazie a questa interpretazione vinse il suo secondo Oscar, ma non si presentò alla cerimonia di premiazione per ritirarlo. In questo film comparivano alcune future stelle del cinema, tra cui James Caan, Al Pacino, Diane Keaton, Robert Duvall, John Cazale e Talia Shire.
L'anno successivo l’attore tornò in Europa per partecipare alla nuova pellicola di Bernardo Bertolucci, Ultimo tango a Parigi, interpretato assieme a Maria Schneider. Con questo ruolo ottenne una seconda rinascita artistica, dopo quella derivata da Il padrino, oltre a guadagnarsi un'altra candidatura agli Oscar. Il film fu però al centro di uno scandalo per i suoi contenuti audaci e a causa delle numerose scene di sesso e nudo presenti, tanto che molte copie vennero ritirate dal mercato.
Dopo quattro anni di assenza dallo schermo, nel 1976 interpretò assieme a Jack Nicholson il film Missouri, un western diverso dai soliti canoni del genere, che si rivelò un discreto successo all'estero, ma venne accolto freddamente in patria e ottenne incassi non soddisfacenti. Nello stesso anno recitò in Improvvisamente, un uomo nella notte, grazie al quale ottenne una candidatura ai premi BAFTA. Due anni dopo venne ingaggiato per il film Superman (1978) dove interpretò Jor-El, padre del popolare supereroe. Durante le riprese del film dichiarò: "Il mio tempo di attore sta finendo. Mi rimangono solo due colpi in canna", facendo riferimento al fatto che avrebbe interpretato solo altri due film, cosa poi non verificatasi.

#### Il padrino
La Paramount Pictures dapprima considerò l'idea di affidare la parte di Vito Corleone a Ernest Borgnine, Edward G. Robinson, Orson Welles, George C. Scott o Gian Maria Volonté. Anche Burt Lancaster desiderava la parte ma non fu preso in considerazione. Francis Ford Coppola era invece indeciso se dare il ruolo a Laurence Olivier o a Marlon Brando. Olivier era però all'epoca troppo anziano e malato per sostenere il ruolo, così la scelta di Coppola cadde su Brando, di cui il regista era un grande ammiratore. La Paramount era però totalmente contraria all'ingaggio dell'attore, all'epoca in pieno declino; il produttore Robert Evans decise di esaudire la richiesta del regista, solo a patto che Brando firmasse alcune clausole nel suo contratto: l'attore avrebbe dovuto sostenere un provino e firmare un accordo in cui si impegnava a non causare problemi durante la produzione del film. Brando all'epoca aveva quarantasette anni e un aspetto ancora giovanile, tuttavia al provino per la parte egli riuscì ad apparire più anziano e a conferire al suo personaggio un aspetto da bulldog, recitando con del cotone in bocca per appesantire le guance (durante le riprese, il cotone verrà sostituito da un particolare apparato costruito appositamente da un dentista, e oggi conservato in un museo di New York dedicato al cinema).
Sul set, Brando amava molto fare scherzi. Tra le sue "vittime" ci furono le due comparse che, nella scena del ritorno a casa di Don Vito dall'ospedale, portano il boss in camera sua su una barella: Brando fece porre accanto a lui, sotto la coperta, una serie di pesi, di modo che il tutto (barella, Brando e pesi) arrivasse a pesare quasi 300 kg. Inoltre, durante le riprese della scena del matrimonio di Connie, Lenny Montana, l'interprete di Luca Brasi, manifestò forti segni di nervosismo ogni volta che doveva recitare il proprio ringraziamento al padrino in occasione dell'invito alle nozze, a causa dell'ammirazione che provava per Brando. Coppola allora scrisse appositamente la scena in cui Brasi prova e riprova il discorso accanto al tavolo di Michael e di Kay Adams. Addirittura, durante le prove, per stuzzicare il collega, Brando una volta entrò in scena con un cartoncino attaccato in fronte, recante la scritta "Vai a fare in culo".
Per questa interpretazione vinse il suo secondo Oscar, ma rifiutò di presentarsi alla cerimonia in segno di protesta per il modo in cui venivano trattati gli indiani nativi d'America da parte degli Stati Uniti e di Hollywood. Al suo posto inviò alla premiazione una nativa americana, Sacheen Littlefeather, che lesse il suo discorso di protesta. Brando fu il secondo attore della storia del cinema ad aver rifiutato tale premio dopo George C. Scott.

#### Ultimo tango a Parigi

Marlon Brando e Maria Schneider in Ultimo tango a Parigi (1972)

L'idea del film nacque dalle fantasie sessuali personali di Bernardo Bertolucci, che affermò di aver sognato di vedere per strada una bellissima donna sconosciuta e d'aver fatto l'amore con lei pur senza sapere chi fosse. Il ruolo principale fu inizialmente pensato per Jean-Louis Trintignant e Dominique Sanda, che avevano già lavorato con Bertolucci ne Il conformista. Trintignant rifiutò la parte e la Sanda, che aveva collaborato con il regista per lo sviluppo dell'idea originale, era incinta e decise di non prendere parte alle riprese. Bertolucci allora andò a Parigi per incontrare Jean-Paul Belmondo e Alain Delon: il primo si rifiutò d'incontrare il regista, considerando il film pornografico; il secondo invece avrebbe accettato, ma a condizione di produrre egli stesso il film.
Il nome di Marlon Brando emerse quasi per caso e, attraverso Christian Ferry, che lavorava per la Paramount Pictures, si riuscì a combinare un incontro con Bertolucci all'Hotel Raphael di Parigi. Brando ascoltò con interesse il regista, ma prima d'accettare chiese di vedere Il conformista e propose a Bertolucci di andare da lui a Los Angeles per due settimane per parlare del film prima di incominciare a girare. La United Artists diede a Brando 250.000 dollari e il 10% degli incassi.
Brando interpreta Paul, un vedovo di mezz'età che si innamora della ventenne Jeanne, interpretata da Maria Schneider. Come per molti altri suoi film precedenti, rifiutò di memorizzare alcune battute del suo personaggio. Il film creò molti scandali per le numerose scene di sesso esplicito, al punto che il 29 gennaio 1976 una sentenza della Cassazione ordinò la distruzione materiale di tutte le copie del film. Nonostante ciò, col passare degli anni la pellicola venne riconosciuta un capolavoro, tanto che nel 1987 venne rimessa in commercio. Per questa interpretazione ottenne la settima candidatura all'Oscar e vinse il New York Film Critics Circle Awards e il National Society of Film Awards come miglior attore.
In seguito alla visione del film, sembra che Brando si sia molto risentito della propria interpretazione, per il fatto di aver inserito (su consiglio dello stesso Bertolucci) all'interno del suo personaggio molti cenni riguardanti la sua vita personale, rendendo il film per metà un'autobiografia dello stesso attore, il quale sostenne di "essere stato praticamente violentato da Bertolucci". Successivamente, alla visione, si rifiutò di incontrare il regista per quindici giorni e non prese parte alla première a Roma né a nessuna iniziativa promozionale della pellicola. In seguito, per ammissione dello stesso regista, i due si chiarirono verso la metà degli anni novanta.

#### Apocalypse Now
Nel 1979 tornò a lavorare con Francis Ford Coppola in Apocalypse Now, dove ha interpretato il colonnello Walter E. Kurtz, un ufficiale delle forze speciali dell'esercito statunitense decorato che diventa un disertore ed eremita, temuto tanto dagli americani quanto dai vietnamiti. Brando è stato pagato un milione di dollari a settimana per tre settimane di lavoro e il 10% sugli incassi, che gli fruttarono un totale di nove milioni di dollari.
Il film ha attirato l'attenzione per la sua lunga e travagliata produzione, come raccontato nel documentario Viaggio all'inferno (in cui Brando si rifiutò di apparire). Quando Brando arrivò per le riprese nelle Filippine nel settembre del 1976, non era soddisfatto della sceneggiatura; non capiva perché Kurtz dovesse essere molto magro e calvo, o perché il nome del personaggio fosse Kurtz e non qualcosa come Leighley. Affermò, "I generali americani non hanno quel genere di nomi. Hanno nomi fioriti, del Sud. Voglio essere 'Colonnello Leighley'." E così, per un periodo il nome fu cambiato su sua richiesta.

Quando Brando si presentò sul set in evidente sovrappeso, il regista racconta di quanto sia rimasto stupito, visto che secondo la sceneggiatura il personaggio doveva apparire in forma. A tal proposito Coppola dichiarò: 
Era già grasso quando l'ho assunto, ma mi promise che si sarebbe rimesso in forma, ma arrivato sul set era molto grasso e restìo a parlarne... ed era irremovibile sul fatto che non volesse essere ripreso in quello stato."
 Per ovviare a questo problema, fu ripreso sempre in penombra. Brando ammise di non aver letto il libro Cuore di tenebra, come gli aveva chiesto il regista e i due hanno trascorso diversi giorni ad analizzare la storia e il personaggio, con grande vantaggio per l'attore, perchè più passavano i giorni e più veniva pagato. Secondo quanto dichiarato dal produttore Fred Roos: 
 Il tempo stringeva e dovevamo finire con le sue scene entro tre settimane o avremmo sforato il budget... ma nel frattempo Francis e Marlon parlavano del personaggio e passavano giorni interi. E questo su sollecitazione di Marlon.
All'uscita, Apocalypse Now ottenne il plauso della critica, così come l'interpretazione di Brando. Le ultime parole sussurrate da Kurtz L'orrore! L'orrore!, sono diventate particolarmente famose. Il critico cinematografico Roger Ebert attraverso le pagine del Chicago Sun-Times, difese il controverso epilogo del film, affermando che il finale, "con i monologhi confusi e cupi di Brando e la violenza finale, sembra molto più soddisfacente di qualsiasi finale convenzionale".

### Ultimi lavori
Nel 1978 Brando recitò nel film Superman interpretando il ruolo di Jor-El, padre del popolare supereroe, e percepì un faraonico cachet di quasi 20 milioni di dollari per apparire in pochi minuti di film. Utilizzando questo enorme profitto voleva realizzare una serie sui nativi americani, concretizzatasi poi l'anno successivo in Radici - Le nuove generazioni, alla quale prese parte in un episodio.
Ormai demotivato come attore e deformato nel fisico a causa di una crescente obesità, dopo l'insuccesso de La formula, nel 1980 annunciò il suo ritiro dalle scene, ma tornò sui suoi passi nel 1989, limitandosi a recitare esclusivamente per denaro, con partecipazioni cameo di pochissimi minuti retribuite con grandi compensi. Il film del suo ritorno sulle scene fu Un'arida stagione bianca, grazie al quale ottenne una candidatura all'Oscar al miglior attore non protagonista.
Nel 1990 prese parte alla commedia Il boss e la matricola e dopo alcune gravi vicissitudini nella sua vita familiare, ritornò a recitare con l'interpretazione dello psichiatra nel film Don Juan De Marco - Maestro d'amore (1995), accanto a Johnny Depp nel ruolo del paziente, con il quale collaborerà una seconda volta nel film Il coraggioso (1997), diretto dallo stesso Depp. Tornò anche a interpretare Jor-El in Superman II, ma le sue scene furono eliminate a causa dell'alto compenso richiesto dall'attore per l'utilizzo delle sue riprese. Nell'aprile 2000, insieme a Woody Allen e Nelson Mandela, divenne testimonial dello spot di Telecom Italia, diretto da Tony Scott. Inizialmente avrebbe dovuto prendere parte in un cameo nella scena iniziale di Scary Movie 2, con le riprese fissate per l'estate 2001, ma a causa di una polmonite le sue scene furono cancellate dalla sceneggiatura.
La sua ultima apparizione televisiva risale al 7 settembre 2001 quando, insieme ad altre stelle del cinema, partecipò al Michael Jackson: 30th Anniversary Celebration in occasione dei trent'anni di carriera del cantante e suo grande amico. Per l'occasione discusse di alcuni argomenti forti come gli abusi sui minori, suscitando le ire del pubblico, che lo contestò per tutta la durata del suo discorso, dato il luogo e il momento non consoni per trattare argomenti così delicati. Il suo ultimo film è stato The Score (2001), l'unico interpretato assieme a Robert De Niro. Nel 2006, due anni dopo la sua morte, uscì al cinema Superman Returns, nel quale l'attore ricomparve nel ruolo di Jor-El, padre del supereroe, con scene girate e mai trasmesse al cinema.
Nel giugno del 2004, nonostante le precarie condizioni di salute, Brando volle a tutti i costi realizzare il suo unico film da doppiatore, Big Bug Man (rimasto inedito), insieme a Brendan Fraser. Alcuni mesi prima di morire, inoltre, concesse la sua immagine e la sua voce per il videogioco ispirato a Il padrino, ma a causa della voce sempre più flebile e dell'enfisema da cui era affetto, era costretto ad utilizzare un respiratore e le registrazioni non furono utilizzate.
Nel 2015, è uscito nelle sale inglesi il documentario Listen to Me Marlon, diretto da Stevan Raily, nel quale viene ripercorsa l'intera vita dell'attore, raccontata da Brando stesso attraverso vecchie registrazioni incise durante i suoi ultimi anni di vita, nelle quali commenta a cuore aperto le vicissitudini della sua travagliata esistenza, grazie anche a delle sedute di autoipnosi.

### Ultimi anni e morte
Durante i suoi ultimi anni di vita l'attore risiedette in una lussuosa villa a Mulholland Drive, sulle colline di Hollywood; suo vicino di casa era Jack Nicholson.
Sofferente di diabete e raggiunto un peso di quasi 140 kg, nel 2001 venne ricoverato per una forte polmonite, pochi giorni prima dell'inizio delle riprese di Scary Movie 2, al quale avrebbe dovuto prendere parte con un cameo.
Nel marzo del 2002, la sua ex-compagna Maria Cristina Ruiz intentò una causa nei suoi confronti per 100 milioni di dollari, accusandolo di averla lasciata sul lastrico dopo la fine della loro relazione. Brando dichiarò di fruire di una misera pensione di circa 6.000 dollari al mese, e di ricevere appena 1.000 dollari da parte dell'assistenza sociale, sostenendo quindi di non avere abbastanza denaro per mantenere la Ruiz e i loro tre figli.
L'attore morì a Los Angeles il 1º luglio 2004, alle 18:30 (ora locale), nel Centro Medico dell'Università della California - Los Angeles a Westwood; la causa del decesso fu attribuita a una crisi respiratoria, dovuta a un enfisema polmonare che lo affliggeva da tre anni. Al suo funerale parteciparono molte personalità dello spettacolo e amici come Jack Nicholson, Sean Penn, Warren Beatty e Michael Jackson. Per sua esplicita volontà venne cremato e le ceneri disperse a Tahiti e nella Valle della Morte.

## Vita privata
Era noto per la sua tumultuosa vita privata e per i suoi numerosi partner maschili e femminili; ha avuto undici figli, di cui tre adottati. Nel 1976 ha dichiarato: "L'omosessualità è così in voga che non fa più notizia. Come un grande numero di uomini, anche io ho avuto esperienze omosessuali, e non me ne vergogno. Non ho mai prestato particolarmente attenzione a ciò che le persone dicono di me."
Negli anni quaranta ebbe una relazione con la scrittrice Paula Fox, conosciuta durante le lezioni di recitazione di Stella Adler. Dalla prima metà degli anni cinquanta in poi ebbe alcuni flirt con le attrici Ursula Andress, Claudia Cardinale, Katy Jurado, Grace Kelly, Marlene Dietrich, Rita Hayworth, Édith Piaf, Ava Gardner, Ingrid Bergman, Irene Papas, e Marilyn Monroe.

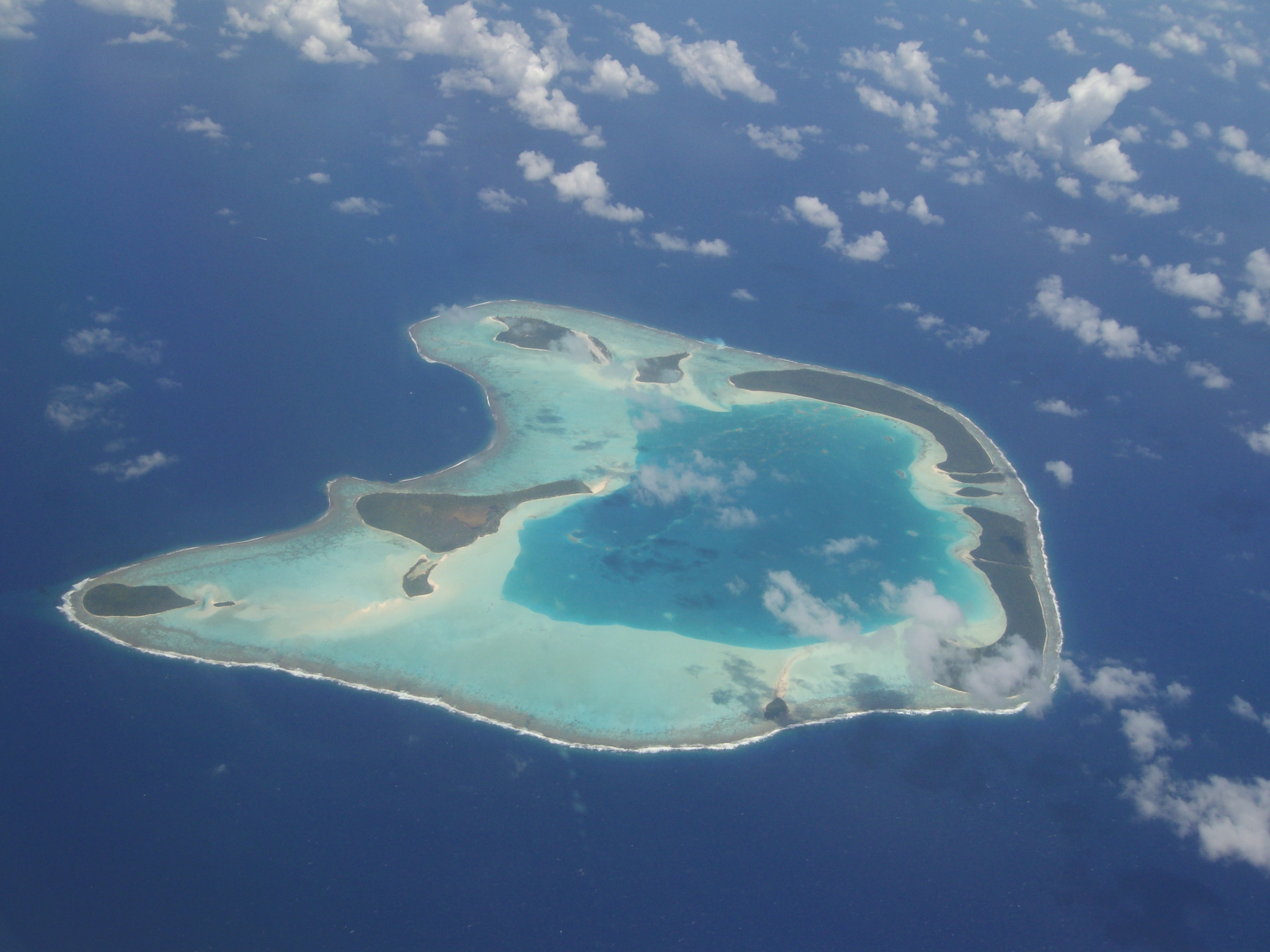
L'isola di Tetiaroa in Polinesia Francese, proprietà privata dell'attore dal 1965 al 1990

Nel 1957 si sposò per la prima volta con l'attrice Anna Kashfi, da cui ebbe un figlio, Christian Devi (1958-2008), balzato agli onori della cronaca nel 1990, quando venne condannato a 10 anni per l'omicidio di Dag Drollet, fidanzato della sorellastra Tarita Cheyenne. I due si separarono dopo appena otto mesi di matrimonio.
Dopo aver divorziato nel 1959 dalla Kashfi, nel 1960 Brando si risposò con l'attrice messicana Movita Castaneda, da cui ebbe due figli: Miko Castaneda (1961) e Rebecca Brando Kotlizky (1966). I due si separarono e divorziarono ufficialmente nel 1968. Durante il matrimonio con la Castaneda, Brando ebbe una relazione con l'attrice Rita Moreno.
Appena dopo essersi separato dalla seconda moglie, il 10 agosto 1962 Brando convolò a terze nozze con l'attrice polinesiana Tarita Teriipia, conosciuta sul set de Gli ammutinati del Bounty. Ebbero due figli: Simon Tehotu e Tarita Cheyenne (1970-1995). I due vissero sull'isola di Tetiaroa, proprietà di Brando, nella Polinesia Francese, fino al divorzio avvenuto nel 1972. Anche durante il terzo matrimonio, continuò tuttavia la relazione con la Moreno, che terminò definitivamente nel 1968.
Dalla relazione con la sua cameriera, Christina Maria Ruiz, Brando ebbe tre figli: Ninna Priscilla (1989), Myles Jonathan (1992) e Timothy Gahan (1994). L'attore ebbe altri quattro figli da donne sconosciute: Stephen (1967), Michael (1967), adottato dall'amico di lunga data Sam Gilman, Dylan (1968-1988) e Angelique. Adottò la figlia della sua assistente Caroline Barrett e dello scrittore James Clavell, nata nel 1972, con il nome di Petra Brando-Corval. Sempre per adozione, Brando ebbe altri due figli: Maimiti (1977) e Raiatua (1982).

### Il rapporto con Anna Kashfi

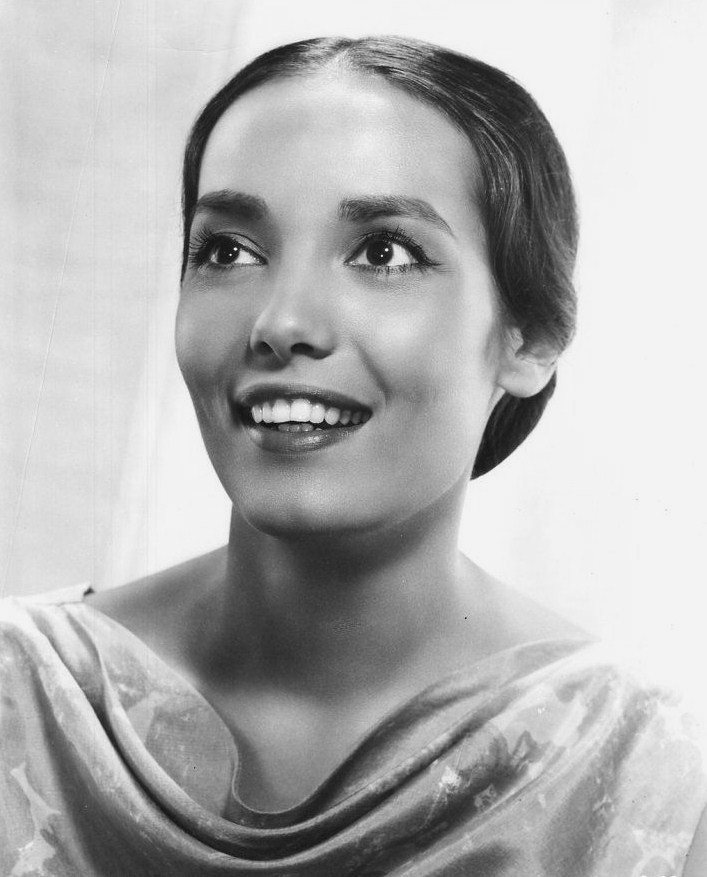
Anna Kashfi, prima moglie di Brando, sposata nel 1957 e da lui definita "La donna più bella che abbia mai conosciuto"

Durante il matrimonio e per tutta la sua esistenza, la Kashfi soffrì di una forte dipendenza dall'alcool, che compromise la qualità della sua vita e che è stata la principale causa dei suoi disturbi mentali. Separatisi meno di un anno dopo il loro matrimonio, malgrado la nascita di Christian, i due divorziarono ufficialmente il 22 aprile 1959. Fino al 1972, i due furono protagonisti di un'intensa battaglia legale per la custodia di Christian, del quale la Kashfi aveva inizialmente ottenuto l'affidamento dal 1960. Tuttavia, i continui sbalzi d'umore e le continue reazioni comportamentali incontrollabili, fecero sì che Brando la denunciasse perché incapace di badare al loro figlio. La vicenda terminò nel 1972, quando Brando riuscì a ottenere la custodia.
Nel 1972, mentre Brando era in Francia sul set di Ultimo tango a Parigi, la Kashfi rapì Christian e lo affidò a due hippie affinché lo tenessero un po' di tempo con loro, con l'unico scopo di vendicarsi dell'ex marito. Come ricompensa, la donna promise ai due diecimila dollari, ma non possedendo la somma, i due non le riconsegnarono il figlio. Brando ingaggiò così due investigatori privati che riuscirono a raggiungere la comunità hippie dei due, in Messico, e a ritrovare Christian alcuni mesi dopo, malato e febbricitante.

### Il matrimonio con Tarita Teriipia e la morte di Cheyenne
Appena dopo essersi separato dalla sua seconda moglie Movida Castaneda, il 10 agosto 1962 si sposò con l'attrice Tarita Teriipia, conosciuta durante le riprese del film Gli ammutinati del Bounty. Proprio per la sua terza moglie, comprò un'isola, chiamata Tetiaroa, nella Polinesia francese, dove vissero entrambi. Dalla loro relazione nacquero due figli: Simon (1963) e Tarita Cheyenne (1970). Quest'ultima fu la prima figlia di Brando, concepita attraverso l'inseminazione artificiale.
Come dichiarato dalla stessa Tarita nel libro Marlon, il mio amore la mia ferita, per i primi anni di vita Brando trattò la figlia come una principessa. Quest'ultima poi avrebbe molto risentito del fatto che il padre avesse avuto altre figlie da altre donne. Brando e Tarita divorziarono nel 1972, ma l'attore non smise, negli anni seguenti, di spostarsi continuamente tra gli Stati Uniti d'America e la Polinesia. Nel 1986 la figlia si fidanzò con Dag Drollet, dal quale rimase incinta tre anni dopo. In questi anni cadde in una grave depressione e incominciò a far uso di droga. Nel 1989, dopo una furiosa lite con il fidanzato Dag, verso le prime ore del mattino Cheyenne ebbe un grave incidente stradale, dove rimase sfigurata in volto. Per la disperazione, Brando contattò i migliori chirurghi plastici di tutto il mondo commentando così la sua decisione: "Spenderò miliardi ma la farò bella come prima". I chirurghi riuscirono a ricostruirle il volto e alla ragazza rimasero solo due cicatrici.
La sera del 16 maggio 1990, Dag Drollet, fidanzato polinesiano della figlia Cheyenne, venne ucciso dal primogenito Christian nella villa di famiglia. Christian, allora trentunenne, sostenne di essere stato ubriaco e che perciò l'omicidio fu accidentale. Dopo il procedimento cautelare, Christian confessò di essere colpevole e di aver usato una pistola per uccidere Dag. Poco dopo, nacque il figlio di Cheyenne e Dag, Tuki Brando.
Al processo, Marlon Brando si rifiutò di giurare dichiarandosi ateo. Chiamato a testimoniare, parlò per circa un'ora dicendo che lui e la moglie Anna Kashfi avevano fallito con il loro figlio. Successivamente si rivolse ai membri della famiglia di Dag, dicendo loro: "Mi dispiace... forse non mi crederete ma io volevo bene a Dag. Sono pronto per le conseguenze". Christian fu condannato a dieci anni di prigione, ma ne scontò cinque, dopodiché fu scarcerato per buona condotta. Nell'ottobre 1991 venne emesso un mandato di cattura nei confronti di Cheyenne, accusata di complicità nell'omicidio dopo che questa era sparita dalla clinica psichiatrica di Parigi dove era ricoverata per aver tentato due volte il suicidio. La ragazza sarà poi arrestata un mese dopo a Orléans, dove si trovava col padre, ma venne prima scarcerata nel novembre 1991 con una cauzione di circa 5,5 milioni di franchi, e poi venne definitivamente scagionata nel maggio del 1993. La vicenda si concluse tragicamente nel 1995 quando Cheyenne, ancora depressa per l'omicidio del suo fidanzato, si suicidò impiccandosi nella casa della madre a Tahiti. Alla notizia, Brando venne colto da un malore.
Christian morì di polmonite il 27 gennaio 2008.

### Interessi e stile di vita

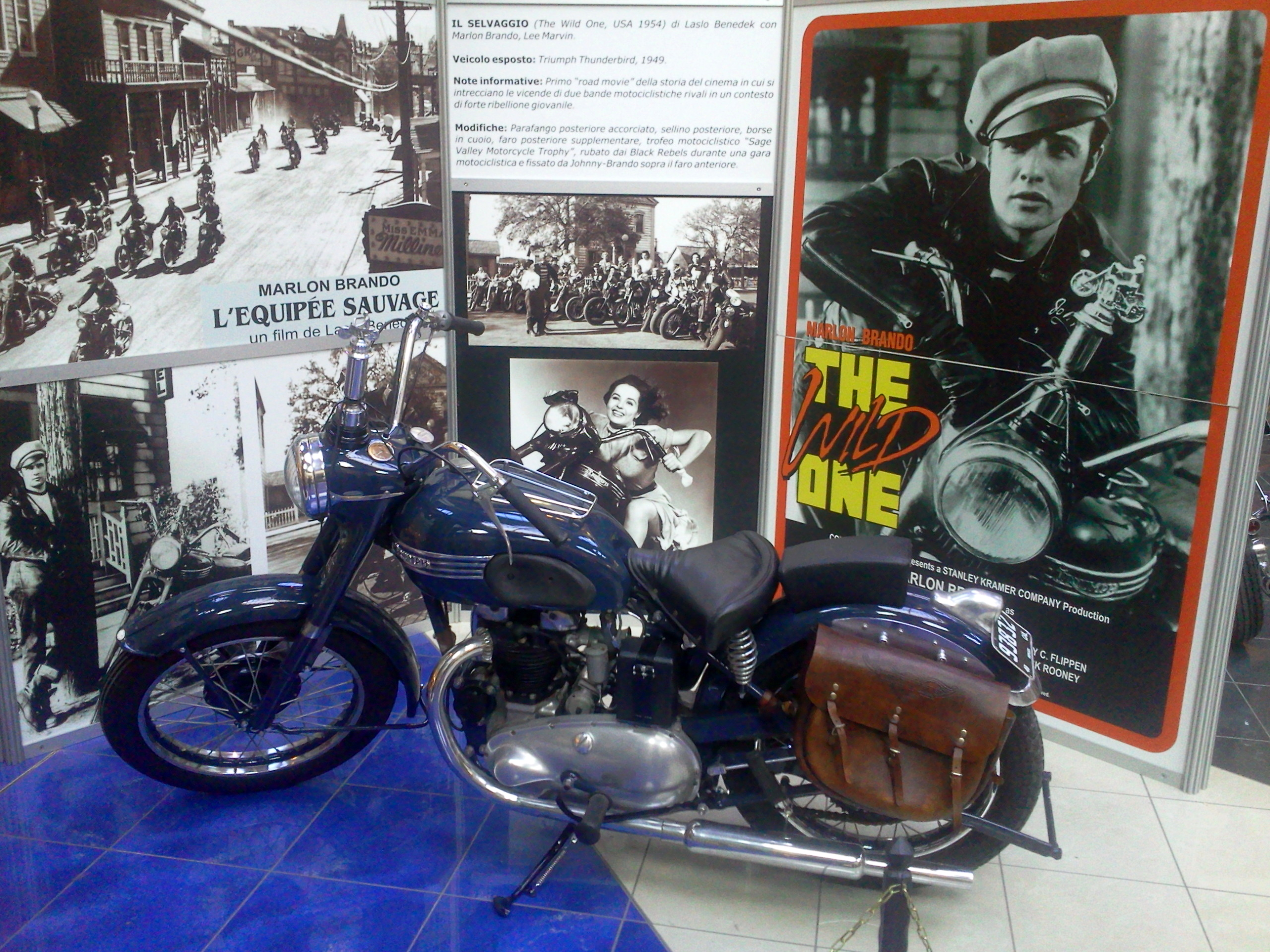
La Triumph Thunderbird, utilizzata da Brando nel film Il selvaggio

Marlon Brando è rimasto nella storia anche per il suo carattere ribelle, per molti aspetti misterioso e controverso, e per i suoi numerosi sbalzi d'umore durante la lavorazione dei suoi film. Molti registi che lo diressero ebbero con lui rapporti difficili durante le riprese, a causa dell'intrattabilità dell'attore, come hanno affermato in numerose occasioni Gillo Pontecorvo, che lo diresse in Queimada, e Francis Ford Coppola in Apocalypse Now e Il padrino. Notoriamente riservato al di fuori dei riflettori, il 12 giugno 1973 colpì in faccia con un pugno il paparazzo Ron Galella, che lo stava fotografando mentre si trovava in un ristorante a Chinatown con il conduttore Dick Cavett, dopo le riprese di una puntata del The Dick Cavett Show. Galella si ritrovò con la mascella rotta e Brando fu condannato a risarcirlo con una somma pari a quarantamila dollari. Dopo la vicenda, il paparazzo continuò a inseguire Brando indossando un casco da football americano.
Fra le sue passioni, quella per le motociclette, in particolare per la sua Triumph Bonneville e la sua Harley Davidson Sportster. Fu anche un radioamatore, trasmettendo con il nominativo francese FO5GJ dalla propria residenza polinesiana a Tetiaroa, l'isola dove non nascose mai la volontà di costruire un resort di lusso, idea a cui rinunciò per i costi esorbitanti che avrebbe comportato l'operazione. Inoltre, visse sull'isola fino al 1990 e nel giugno 2003 concesse l'utilizzo di 2.000 m² dell'isoletta di Onehati al suo grande amico Michael Jackson, come ringraziamento per aver organizzato la festa di compleanno per sua figlia tredicenne Nina. In seguito alla morte di Brando, l'isola fu prima venduta al promotore immobiliare Richard Bailey e poi, come l'attore aveva sempre sognato, vi fu costruito un resort di lusso chiamato The Brando.
Molto clamore suscitò il decadimento fisico di Brando, ingrassato notevolmente a partire dai primi anni ottanta. Già nel 1978, Francis Ford Coppola affermò che quando Brando si presentò sul set di Apocalypse Now era notevolmente appesantito. Proprio per questo motivo, Brando aveva chiesto che le scene in cui appariva fossero girate in penombra, per celare il suo notevole aumento di peso. A partire dal successivo film La formula (1980) e nelle apparizioni cinematografiche seguenti, si può notare il progressivo aumento dell'obesità dell'attore. Negli ultimi anni di vita Brando pesava circa 150 kg e, proprio a causa dell'obesità, fu costretto a utilizzare una sedia a rotelle.

## Posizioni politiche e umanitarie

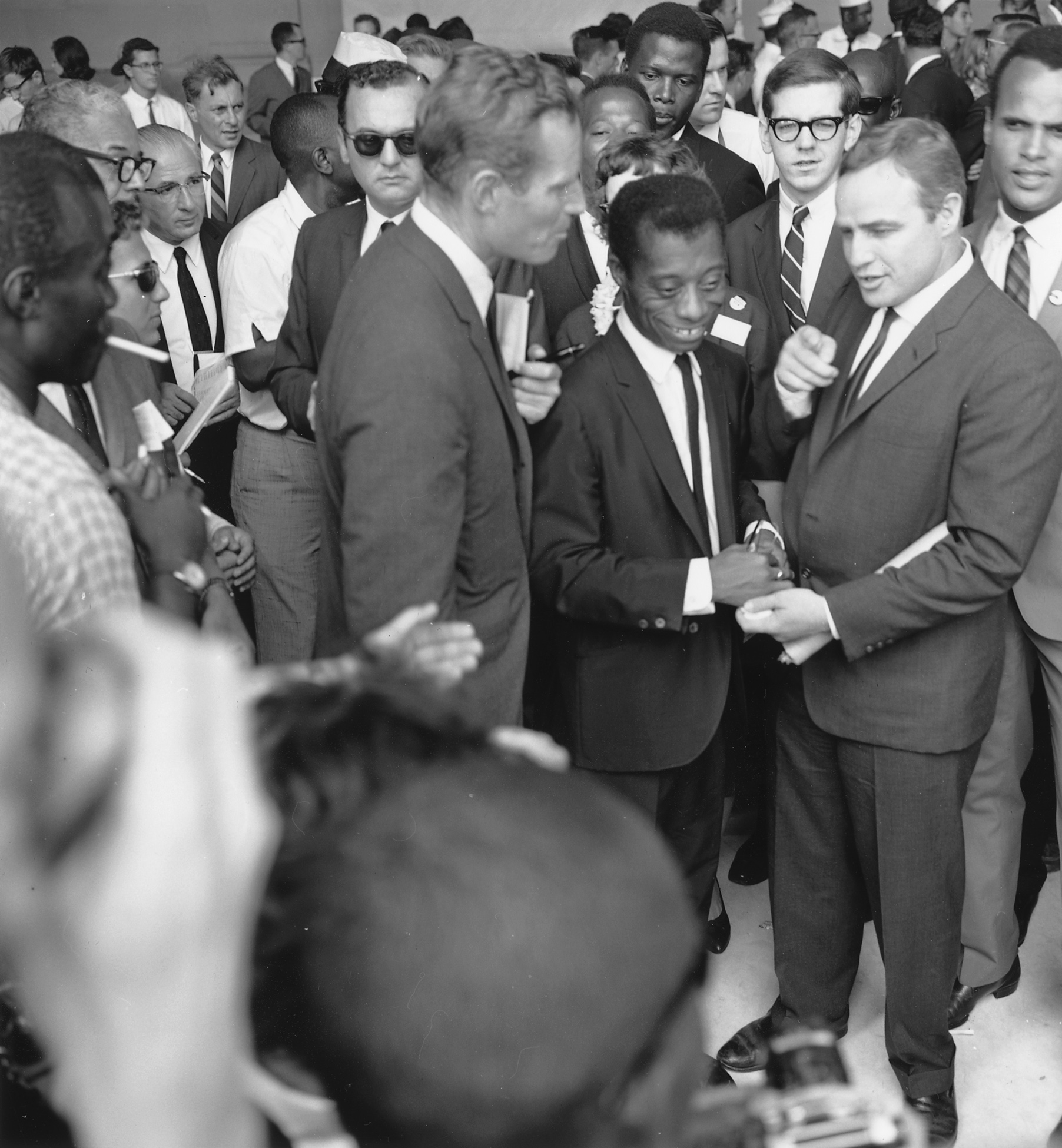
James Baldwin, Charlton Heston e Marlon Brando alla Marcia su Washington per il lavoro e la libertà nel 1963

Fu molto attivo anche politicamente, finanziando in parte la candidatura a presidente degli Stati Uniti d'America di John Fitzgerald Kennedy. Nell'agosto 1963 partecipò alla famosa Marcia su Washington per il lavoro e la libertà insieme con i colleghi e amici Burt Lancaster, Sidney Poitier, James Garner, Charlton Heston e Harry Belafonte. Assieme a Paul Newman fu inoltre attivista del movimento Freedom Riders. Il giorno dopo l'assassinio di Martin Luther King, nel 1968, Brando dichiarò di volersi impegnare attivamente nel movimento afro-statunitense. Partecipò all'Assemblea della California, sostenendo una legge sull'alloggiamento equo delle persone di colore e fu anche un attivista contro l'apartheid. Prese parte a una manifestazione di protesta nel 1975 contro gli investimenti americani in Sudafrica e per la liberazione di Nelson Mandela. Nel 1989 tornò sulle scene per interpretare il film Un'arida stagione bianca, incentrato sul problema dell'apartheid.
Negli anni sessanta, donò migliaia di dollari a entrambi i leader del sud cristiano (S.C.L.C.) e donò fondi per i bambini malati del Mississippi. Recitò in numerose pellicole che trattavano tali tematiche, come Missione in Oriente e Sayonara. La sua solidarietà verso questi movimenti si manifestò con il rifiuto dell'Oscar nel 1973.
Politicamente, si definì un non votante e non sostenne mai la linea politica di nessun partito.

### Protesta a favore dei nativi americani
Per la sua interpretazione nel film Il padrino vinse il suo secondo Oscar, ma preferì rinunciare alla statuetta: l'attore, che in quegli anni si era avvicinato alla causa degli amerindi, inviò alla cerimonia una giovane squaw indiana, Sacheen Littlefeather (Marie Louise Cruz), un'attivista per i diritti civili di sangue per metà amerinda e per metà europea, che tenne in sua vece un discorso di denuncia e di protesta contro l'ambiente hollywoodiano. L'atteggiamento comunque non gli sbarrò la strada: l'anno successivo infatti ricevette una nuova candidatura per Ultimo tango a Parigi.

## Compensi percepiti
Marlon Brando è stato uno degli attori più pagati di Hollywood, come dimostra infatti l'incremento dei suoi compensi per ogni film in cui recitò. Da record il cachet ottenuto per il film Superman: diciannove milioni di dollari (di cui 3,7 per la sua interpretazione e l'11,75% di percentuale sugli incassi), un record che è rimasto imbattuto per oltre dieci anni.
Nel 1950, per il suo primo film Il mio corpo ti appartiene Brando percepì diecimila dollari, uno dei salari più bassi. Per il suo secondo film da protagonista, Un tram che si chiama Desiderio, Brando percepì circa quindicimila dollari, il minimo salariale previsto per contratti del genere; da allora però il cachet andò sempre aumentando. I successivi Viva Zapata!, Giulio Cesare e Il selvaggio, percepì trentamila dollari a film, mentre per, Fronte del porto, il compenso arrivò a quarantamila dollari (con una percentuale sugli incassi), a fronte dei 906.000 dollari di costi di produzione, il più alto percepito da un attore protagonista dall'epoca. A partire da questo film, il suo cachet aumentò sempre di più: 100.000 dollari per Bulli e pupe, 250.000 per La casa da tè alla luna d'agosto, 300.000 per I giovani leoni e Sayonara, 500.000 per Pelle di serpente.. Per I due volti della vendetta nel 1961, per dirigere e interpretare il film, percepì un compenso minore di 100.000 dollari, a causa dei problemi di budget per la realizzazione del film.
Nel 1962, per il film Gli ammutinati del Bounty, Brando batte tutti i record, incassando un compenso di un milione di dollari, che oltre a creare scandalo (in un periodo in cui il compenso medio di attori più noti dell'epoca come John Wayne, Cary Grant e Montgomery Clift è di 300.000 dollari), lo incoronò l'attore più pagato di Hollywood. Dal 1963 e per tutti gli anni sessanta, nonostante alcuni flop commerciali, Brando continuò a essere uno degli attori più pagati, con un compenso medio di 750.000 dollari per film come La caccia e Riflessi in un occhio d'oro. Nel 1969, per il film Queimada, incassò molto meno rispetto al suo cachet medio, circa 400.000 dollari.
Nel 1971, per Improvvisamente, un uomo nella notte Brando percepì 50.000 dollari, minimo salariale previsto allora. Per il successivo Ultimo tango a Parigi, percepì 250.000 dollari e il 10% degli incassi, il cachet più alto mai pagato allora nel cinema italiano. Dopo il film Missouri, per il quale fu pagato 1.000.000 di dollari, nel 1976, dichiarò che non avrebbe più lavorato per meno di 2.000.000 di dollari come compenso. Nel 1978 batté tutti i record: per la sua partecipazione al film Superman, Brando percepì infatti circa 19 milioni di dollari (3,7 per la sua interpretazione e circa l'11,75% degli incassi). Entrato nel Guinness dei primati come il compenso più alto percepito per un film, il record resisterà fino al 1989, quando Jack Nicholson ottenne sessanta milioni di dollari (compresa una percentuale sugli incassi) per Batman. Nel 1979 per Apocalypse Now, fu pagato un milione di dollari alla settimana.
Nel 1980, per La formula ottenne 3 milioni di dollari per girare tre scene, mentre in Un'arida stagione bianca, lavorò gratuitamente. Per Il boss e la matricola nel 1990, percepì otto milioni di dollari, per Cristoforo Colombo - La scoperta ne percepì cinque. In Don Juan De Marco - Maestro d'amore e L'isola perduta percepì nuovamente otto milioni di dollari, mentre nel 1997 per Il coraggioso ne percepì cinque. Nel 1998, per In fuga col malloppo ottenne sei milioni di dollari, mentre nel 2001, per The Score, il suo ultimo film, Brando tornò a percepire tre milioni di dollari, nonostante alcuni dissidi con il regista Frank Oz.

## Nella cultura di massa
La celebrità dell'attore contribuì decisamente a diffondere il nome proprio di persona maschile Marlon, che egli aveva ereditato da suo padre, e la cui origine è ignota.
Marlon Brando, insieme con Ronnie James Dio, sono stati fonte di grande ispirazione per la creazione del personaggio di Dio Brando del manga, e successivamente serie anime, Le bizzarre avventure di JoJo di Hirohiko Araki.

## Filmografia

### Attore
- Il mio corpo ti appartiene (The Men), regia di Fred Zinnemann (1950)
- Un tram che si chiama Desiderio (A Streetcar Named Desire), regia di Elia Kazan (1951)
- Viva Zapata!, regia di Elia Kazan (1952)
- Giulio Cesare (Julius Caesar), regia di Joseph L. Mankiewicz (1953)
- Il selvaggio (The Wild One), regia di László Benedek (1953)
- Fronte del porto (On the Waterfront), regia di Elia Kazan (1954)
- Désirée, regia di Henry Koster (1954)
- Bulli e pupe (Guys and Dolls), regia di Joseph L. Mankiewicz (1955)
- La casa da tè alla luna d'agosto (The Teahouse of the August Moon), regia di Daniel Mann (1956)
- Sayonara, regia di Joshua Logan (1957)
- I giovani leoni (The Young Lions), regia di Edward Dmytryk (1958)
- Pelle di serpente (The Fugitive Kind), regia di Sidney Lumet (1960)
- I due volti della vendetta (One-Eyed Jacks), regia di Marlon Brando (1961)
- Gli ammutinati del Bounty (Mutiny on the Bounty), regia di Lewis Milestone (1962)
- Missione in Oriente - Il brutto americano (The Ugly American), regia di George Englund (1963)
- I due seduttori (Bedtime Story), regia di Ralph Levy (1964)
- I morituri (Morituri), regia di Bernhard Wicki (1965)
- La caccia (The Chase), regia di Arthur Penn (1966)
- A sud-ovest di Sonora (The Appaloosa), regia di Sidney J. Furie (1966)
- La contessa di Hong Kong (A Countess from Hong Kong), regia di Charlie Chaplin (1967)
- Riflessi in un occhio d'oro (Reflections in a Golden Eye), regia di John Huston (1967)
- Candy e il suo pazzo mondo (Candy), regia di Christian Marquand (1968)
- La notte del giorno dopo (The Night of the Following Day), regia di Hubert Cornfield (1968)
- Queimada, regia di Gillo Pontecorvo (1969)
- Improvvisamente, un uomo nella notte (The Nightcomers), regia di Michael Winner (1972)
- Il padrino (The Godfather), regia di Francis Ford Coppola (1972)
- Ultimo tango a Parigi, regia di Bernardo Bertolucci (1972)
- Missouri (The Missouri Breaks), regia di Arthur Penn (1976)
- Superman, regia di Richard Donner (1978)
- Apocalypse Now, regia di Francis Ford Coppola (1979)
- Radici - Le nuove generazioni (Roots: The Next Generations) - miniserie TV (1979)
- La formula (The Formula), regia di John G. Avildsen (1980)
- Un'arida stagione bianca (A Dry White Season), regia di Euzhan Palcy (1989)
- Il boss e la matricola (The Freshman), regia di Andrew Bergman (1990)
- Cristoforo Colombo - La scoperta (Christopher Columbus: The Discovery), regia di John Glen (1992)
- Don Juan De Marco - Maestro d'amore (Don Juan DeMarco), regia di Jeremy Leven (1995)
- L'isola perduta (The Island of Dr. Moreau), regia di John Frankenheimer (1996)
- Il coraggioso (The Brave), regia di Johnny Depp (1997)
- In fuga col malloppo (Free Money), regia di Yves Simoneau (1998)
- The Score, regia di Frank Oz (2001)

### Videoclip
- You Rock My World di Michael Jackson (2001)

### Spot pubblicitari
- Telecom Italia (aprile 2000)

### Doppiatore
- Big Bug Man, regia di Bob Bendetson (2004) - inedito
- Il padrino - videogioco (2006)[96]

### Sceneggiatore
- Gli ammutinati del Bounty (Mutiny on the Bounty), regia di Lewis Milestone, Carol Reed e George Seaton (1962) - non accreditato

### Regista
- I due volti della vendetta (One-Eyed Jacks) (1961)

## Teatro
- I Remember Mama, di John Van Druten. Shubert Theatre di New Haven, Music Box Theatre di Broadway (1944)
- Antigone, di Sofocle, regia di Guthrie McClintic. Cort Theatre di Broadway (1946)
- Truckline Cafe, di Maxwell Anderson, regia di Harold Clurman. Belasco Theatre di Broadway (1946)
- Candida, di George Bernard Shaw, regia di Guthrie McClintic. Cort Theatre di Broadway (1946)
- A Flag Is Born, di Ben Hecht, regia di Luther Adler. Alvin Theatre di Broadway (1946)
- Un tram che si chiama Desiderio, di Tennessee Williams, regia di Elia Kazan. Ethel Barrymore Theatre di Broadway (1947)
- Le armi e l'uomo, di George Bernard Shaw, regia di Herbert Ratner. Ivoryton Playhouse di Ivoryton (1953)

## Riconoscimenti
- Premio Oscar
  - 1952 – Candidatura al migliore attore per Un tram che si chiama Desiderio
  - 1953 – Candidatura al migliore attore per Viva Zapata!
  - 1954 – Candidatura al migliore attore per Giulio Cesare
  - 1955 – Migliore attore per Fronte del porto
  - 1958 – Candidatura al migliore attore per Sayonara
  - 1973 – Migliore attore per Il padrino
  - 1974 – Candidatura al migliore attore per Ultimo tango a Parigi
  - 1990 – Candidatura al migliore attore non protagonista per Un'arida stagione bianca
- Golden Globe
  - 1955 – Miglior attore in un film drammatico per Fronte del porto
  - 1955 – Candidatura alla Henrietta Award
  - 1956 – Henrietta Award
  - 1957 – Candidatura al miglior attore in un film commedia o musicale per La casa da tè alla luna d'agosto
  - 1958 – Candidatura al miglior attore in un film drammatico per Sayonara
  - 1964 – Candidatura al miglior attore in un film drammatico per Missione in Oriente - Il brutto americano
  - 1973 – Miglior attore in un film drammatico per Il padrino
  - 1973 – Henrietta Award
  - 1974 – Henrietta Award
  - 1990 - Candidatura al miglior attore non protagonista per Un'arida stagione bianca
- BAFTA
  - 1953 – Miglior attore protagonista per Viva Zapata!
  - 1954 – Miglior attore protagonista per Giulio Cesare
  - 1955 – Miglior attore protagonista per Fronte del porto
  - 1959 – Candidatura al miglior attore protagonista per I giovani leoni
  - 1972 – Candidatura al miglior attore protagonista per Improvvisamente, un uomo nella notte
  - 1973 – Candidatura al miglior attore protagonista per Il padrino
  - 1974 – Candidatura al miglior attore protagonista per Ultimo tango a Parigi
  - 1990 – Candidatura al miglior attore non protagonista per Un'arida stagione bianca

### Altri riconoscimenti
- 1951 – Jussi Awards come miglior attore per Il mio corpo ti appartiene
- 1952 – Jussi Awards come miglior attore per Un tram che si chiama Desiderio
- 1953 – Prix d'interpretation masculine per il miglior attore per Viva Zapata!
- 1954 – New York Film Critics Circle Awards per il miglior attore protagonista per Fronte del porto
- 1958 – David di Donatello per il miglior attore straniero per Sayonara
- 1959 – Laurel Awards per il miglior attore protagonista per I giovani leoni
- 1962 – Concha de Oro per il miglior regista per I due volti della vendetta
- 1967 – Western Heritage Awards
- 1968 – Bambi Awards per il miglior attore protagonista per La contessa di Hong Kong
- 1970 – Fotogramma di Platino per il miglior attore protagonista per Queimada
- 1973 – Kansas City Film Critics Circle Awards per il miglior attore protagonista per Il padrino
- 1973 – National Society of Film Critics Awards d'argento per il miglior attore protagonista per Il padrino
- 1973 – New York Film Critics Circle Awards d'argento per il miglior attore protagonista per Il padrino
- 1974 – National Society of Film Critics Awards per il miglior attore protagonista per Ultimo tango a Parigi
- 1974 – New York Film Critics Circle Awards per il miglior attore protagonista per Ultimo tango a Parigi
- 1979 – Emmy Awards per il miglior attore in una serie televisiva per Radici - Le nuove generazioni
- 1980 – American Movie Awards per il miglior attore per Apocalypse Now
- 1990 – Grand Prix di Tokyo per il miglior attore non protagonista per Un'arida stagione bianca
- 1995 – London Critics Circle Film Awards per la miglior coppia con Johnny Depp per Don Juan De Marco - Maestro d'amore
- 2000 – Online Film e Television Association onorario
- 2001 – Jussi Award alla carriera
- 2004 – Italian Online Movie Award alla carriera

## Doppiatori italiani
Nelle versioni in italiano dei suoi film, Marlon Brando è stato doppiato da:
- Giuseppe Rinaldi ne Il mio corpo ti appartiene, Sayonara, I giovani leoni, Pelle di serpente, I due volti della vendetta, Missione in Oriente - Il brutto americano, I due seduttori, I morituri, La caccia, A sud-ovest di Sonora, La contessa di Hong Kong, Viva Zapata! (ridoppiaggio), Candy e il suo pazzo mondo, La notte del giorno dopo, Queimada, Improvvisamente, un uomo nella notte, Il padrino, Ultimo tango a Parigi, Missouri, Superman, La formula, Un'arida stagione bianca, Il boss e la matricola, L'isola perduta, Il coraggioso
- Emilio Cigoli in Giulio Cesare, Il selvaggio, Fronte del porto, Désirée, Bulli e pupe
- Stefano Sibaldi in Un tram che si chiama Desiderio
- Augusto Marcacci in Viva Zapata!
- Carlo Romano ne La casa da tè alla luna d'agosto
- Nando Gazzolo ne Gli ammutinati del Bounty
- Gigi Proietti in Riflessi in un occhio d'oro
- Sergio Fantoni in Apocalypse Now
- Marcello Tusco in Radici: le nuove generazioni
- Gianni Musy in Cristoforo Colombo - La scoperta
- Francesco Carnelutti in Don Juan De Marco - Maestro d'amore
- Carlo Sabatini in In fuga col malloppo
- Vittorio Di Prima in The Score
- Ennio Coltorti in Apocalypse Now Redux (ridoppiaggio)
- Emilio Cappuccio in Superman (ridoppiaggio)
- Stefano De Sando ne Il padrino (ridoppiaggio)